# Starobylé východní církve
Nezaměňovat s Pravoslavnou církví

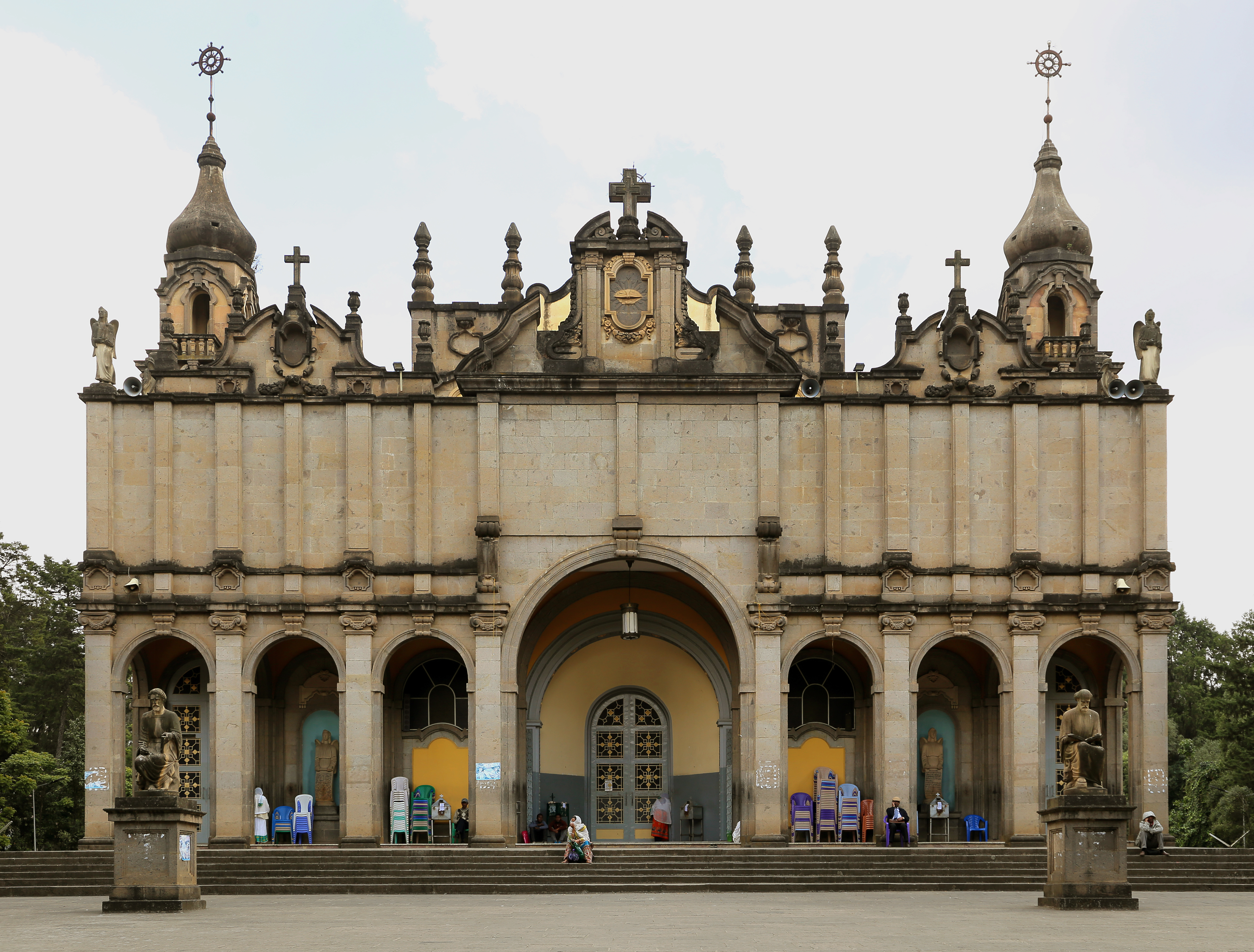
Katedrála Přesvaté Trojice Etiopské pravoslavné církve v Addis Abebě

Starobylé východní církve, též nazývané staré východní církve, staré pravoslavné církve nebo orientální pravoslavné církve, jsou skupinou křesťanských starobylých autonomních církví Předního východu vzniklých z christologických sporů 5.–7. století.
Mají odlišné liturgické a teologické tradice, ale shodují se v odmítnutí christologického učení chalkedonského koncilu o dvojí přirozenosti v osobě Krista.
Dnes se uznává, že spor vznikl kvůli rozdílným formulacím, a ne kvůli podstatě víry v Krista.

## Názvosloví
Tyto církve se v minulosti nazývaly mnoha způsoby, např. menší východní církve či staroorientální církve.
Užívá se pro ně také označení církve předchalkedonské, protože neuznaly výsledky 4. ekumenického koncilu v Chalkedonu.
Zavádějící jsou označení církve jakobitské a církve monofyzitské.
Říkalo se jim monofyzité, neboť odmítali chalkedonský koncil, ale ve skutečnosti Eutychův monofyzitismus nikdy nepřijali za svůj.
Můžeme se setkat i s obecným pojmenováním církve orientální nebo pouze východní církve.
Tyto církve se vydělily vůči římskokatolické i pravoslavné církvi.
Dnes zahrnují tyto církve:1) Asyrská církev Východu (Svatá apoštolská katolická asyrská církev Východu) – tato jediná je, de facto, nestoriánská, dále následují miafyzitské (dříve monofyzitské): 2) Koptská pravoslavná církev (Koptská pravoslavná církev v Egyptě), 3) Etiopská pravoslavná církev (Etiopská pravoslavná církev Tewahedo), 4) Eritrejská pravoslavná církev (Eritrejská pravoslavná předchalkedonská církev), 5) Syrská pravoslavná církev, 6) Arménská apoštolská církev a 7) Pravoslavná církev Indie (Malabarská pravoslavná syrská církev).

## Vznik starobylých východních církví
Vznik těchto církví je různorodý, a to jak geograficky, tak časově. Důležitý je však jejich postoj k christologickým sporům 4.–5. století, který udává jejich charakter.

### Počátky sporu
První nikajský koncil se soustředil na božství Logu (Syna) a První konstantinopolský koncil pak na božství Ducha.
Po vyjasnění trinitárních základů se stala hlavním tématem Kristova přirozenost.
Existovalo několik christologických teorií a několik církví.
Teologické zájmy se směšovaly se zájmy politickými.
Církevně politické motivy
Některé menší církevní provincie projevovaly snahu o větší míru nezávislosti na strukturách říšské církve.
Mohly se opřít o vlastní specifické tradice, projevující se např. v liturgii.
Snaha o větší autonomii provincií byla podporována nesouhlasem s hegemonií Konstantinopole a s helenizací lokálních tradic.
Věroučné motivy
Věroučnými motivy osamostatnění starobylých východních církví byly christologické spory, které byly typické v církvi během 4. a 5. století.
Jedná se o pokusy formulovat vyznání víry pomocí antických kategorií.
Hlavní spor byl veden o vzájemný vztah dvou přirozeností Kristových, božské a lidské.
Křesťanští učenci si pokládali otázku, v jakém smyslu byl Ježíš Kristus zároveň Bůh a zároveň člověk.
Podle tradičního schématu existují v této problematice dvě školy:
1. Teologická škola antiochejská pečlivě rozlišovala božskou a lidskou stránku Ježíšovy podstaty až k hranicím názoru o jejich oddělenosti (dyofyzitismus). Mezi představitele patří Diodoros z Tarsu, Theodor z Mopsuestie či Nestorios.[5] Diodoros z Tarsu, který byl zakladatelem této školy, připouštěl fyzickou existenci Kristovy duše, nepřipisoval jí však žádnou spásnou roli.[4]
2. Teologická škola alexandrijská byla toho názoru, že spojení obou přirozeností je tak těsné, že se až předpokládalo, že božská přirozenost zcela absorbovala přirozenost lidskou (monofyzitismus).[5] Mezi představitele patří patriarcha Cyril Alexandrijský či jeho nástupce Dioskoros.[5]

Antiochijští se tedy více zaměřovali na lidství, zatímco Alexandrijští na božství.
Podle jiného pojetí je přesnější hovořit o dvou soupeřících christologiích, jejichž hranice se však nekryjí tak přesně s hranicí antiochijské a alexandrijské školy.
Logos-sarx neboli christologie Slovo-tělo zdůrazňuje Kristovo božství.
Logos-anthrópos neboli christologie Slovo-člověk zdůrazňuje Kristovo plné lidství.

### Vyvrcholení sporu
Svolání Třetího ekumenického koncilu v Efezu (431) bylo vedeno snahou o vyřešení christologického sporu, který narušoval mír v říši.
Mezi hlavní aktéry Efezského koncilu se řadí Nestorius a Cyril.
Pozornost byla směřována na mariologické otázky, např. zda porodila Panna Maria Boha, nebo člověka (Theotokos vs. Anthrópotokos). Na tomto koncilu došlo k odsouzení dyofyzitismu. Nestorios, jenž byl ze zastávání dyofyzitské christologie obviňován, byl sesazen a nakonec odešel se skupinkou svých stoupenců do vyhnanství na východ.
Čtvrtý ekumenický koncil v Chalkedonu (451) byl svolán, aby vyřešil christologické spory přetrvávající po odsouzení dyofyzitismu Efezským koncilem.
Efezský koncil zdůraznil jednotu v Kristu. Na Chalkedonském koncilu byla vytvořena formule, která popírá jak monofyzitismus, tak dyofyzitismus. V této formuli je Kristus označen jako jediný ve dvou přirozenostech nesmíšeně, neproměnně, nerozděleně a nerozlučně (asynchytós, atreptós, adiairetós, achóristós).

## Přehled starobylých východních církví

### Asyrská církev Východu
Asyrská církev Východu je někdy označována chybně jako nestoriáni.
Má však více označení, např. Východosyrská církev, Assyrové, Svatá apoštolská katolická asyrská církev Východu, Církev východu apod. Navazuje na starou nerozdělenou perskou církev Východu, která vznikla v Mezopotámii po 3. století a žila pod perskou vládou. V 5. století přijala postupně radikální antiochijskou christologickou formuli a přerušila společenství s církví Římské říše. K tomuto přerušení došlo vlivem politických konfliktů mezi Římem a Persií, a částečně také následkem přílivu nestoriánských křesťanů do Persie po odsouzení nestoriánské christologie na 3. koncilu - Efezském (431) a po vyhnání nestoriánů z Římské říše zásahem císaře Zenona.
Synody církve v 5. stol. stanovily, že celibát v církvi nemá být pro nikoho povinný, včetně biskupů. Řada biskupů a dokonce i patriarchů bylo ženatých až do počátku 6. století. Tehdy bylo rozhodnuto světit na biskupy pouze mnichy-celibátníky. Kněžím však bylo vždy dovoleno se oženit a to dokonce i po vysvěcení.
Církev Východu byla vždy menšinová v rámci zoroastrovské sásánovské Persie, ale během staletí doznala velkého rozkvětu díky své kulturní činnosti a slavné škole v Nisibě. Pro toto společenství je rovněž typická rozsáhlá misijní činnost : Indie, Ceylon, Jáva, mongolské a turecké kmeny ve střední Asii, Čína, Tibet apod. Pokračovali v ní i poté, co v 7. stol. dobyli Mezopotámii (dnešní Irák) muslimští Arabové. Poté, co se Bagdád stal v r. 766 hlavním městem, bylo do něj přesunuto sídlo patriarchy. Kolem roku 1318 měla církev asi 30 metropolitních stolců a 200 sufragánních (jim podřízených) diecézí. 
V pozdním 14. století, po vpádu Tamerlána (Tímúra Chromého) a vytvoření tímúrovské říše, byla převážná většina křesťanů v oblasti vyvražděna. Kvůli tomuto tlaku přistoupili v 16. stol. někteří na uzavření unie s římskokatolickou církví a církev Východu se rozdělila na dvě části, unionovanou Chaldejskou katolickou církev a unii odmítnuvší Asyrskou církev Východu. V 16. století z ní zbyla jen malá asyrská komunita v dnešním východním Turecku. V dalších staletích se pomalu opět rozrůstala.  Během první světové války byli asyrští křesťané v Osmanské říši masakrováni a ve velkých počtech deportováni. Přibližně jedna třetina z nich přišla o život. Většina přeživších utekla na území Iráku (vznikl r. 1921) a doufala v ochranu Britů. V roce 1933, po konci britského mandátu(1932), začala irácká královská armáda asyrské křesťany masakrovat, což vedlo k dalšímu rozptýlení komunity. Irácké úřady tehdy asyrského katolika-patriarchu Mar Šimona XXIII. zbavily občanství a vypověděly ho ze země. V roce 1935 se usadil v exilu v San Franciscu v Kalifornii v USA. Výsledkem těchto dějin pronásledování a rozptýlení je, že nyní se asyrští křesťané nacházejí snad na všech kontinentech. Jejich katolikos-patriarcha sídlil do roku 2015 v USA .
Asyřané uznávají jen první dva ekumenické koncily a oficiálně se hlásí k nestoriánskému učení. Asyřané jsou nezávislí na jakékoli jiné církvi. Posvátný synod Asyrské církve Východu požádal, aby jeho církev nebyla nazývána nestoriánskou. V červenci 1994 tento orgán oficiálně prohlásil za sídlo patriarchátu diecézi na východě Spojených států v Morton Grove v Illinois. Mar Dinkha IV. (nar. 1935), katolikos-patriarcha od r.1976, zemřel 26. března 2015. Volba jeho nástupce byla původně naplánována na červen 2015, ale poté byla odložena na září. Biskupové zvolili 18. září 2015 patriarchou biskupa jménem Gewargise Sliwa (nar.1941), a ten přijal jméno Mar Gewargis III. Jedním z jeho prvních rozhodnutí v úřadě bylo oznámení, že ústředí církve bude přesunuto z Chicaga v USA (kde žil Mar Dinkha IV.) zpět do Iráku, do města Irbíl/Erbíl v (severo)iráckém Kurdistánu. Věřících této církve bylo v listopadu 2015 asi 400 000 : v Iráku, Sýrii, Libanonu, Íránu, v Sev. Americe (3 diecéze v USA, 1 v Kanadě), v Austrálii (diecéze Austrálie a N. Zélandu) a menší komunita je i v Indii (má asi 15 tisíc věřících, v čele je metropolita Malabaru). Další katastrofou pro tuto církev bylo panování takzvaného Islámského státu v její domovině, jež mělo za následek další vraždění a vyhánění křesťanů a likvidaci křesťanských kulturních památek. 

### Syrská církev Antiochie (neoficiálně zvaná syrsko-jakobitská)
Syrská církev Antiochie je církví západosyrskou, která vycházela z monofyzitismu 5. a 6. století - dnes je miafyzitní.
Její členové odmítali ustanovení 4. Chalkedonského koncilu (451) .
V čele této protichalkedonské strany stál antiochijský patriarcha Severos, který nejprve začal prosazovat putující biskupy.
Severos se domníval, že se jedná pouze o dočasnou záležitost. Ale díky požadavkům o všeobecné svěcení kněží a biskupů, Severos souhlasil s rozšířením. Nakonec byl Justiniánem I. vyhnán a zemřel o několik let později v exilu.
Mezi biskupy, kteří vysvětili četné kněze a další biskupy nových diecézí, patří i edesský biskup Jakub Baradaj, podle kterého byla skupina pojmenována jakobité.
Následné dobytí země Araby po r. 633 ukončilo byzantskou vládu a vytvořilo vhodné podmínky pro rozvoj syrské církve.
Sloužili jako zprostředkovatelé antické kultury právě Arabům.
Její rozkvět nastal až ve 12. století.
Později však přišel úpadek, při kterém byla zničena většina syrsko-jakobitských chrámů a klášterů.
Objevily se i pokusy o unii s Římem, ale reálné podoby se jí dostalo až v 17. století pomocí kapucínů a hlavně v r. 1781 (vznik Syrské katolické církve - viz).
Velké byly i ztráty během první světové války způsobené osmanskými masakry v Turecku.
Tyto události vedly k rozptýlení komunity.
Ani dnes není syrská pravoslavná/jakobitská populace usazená na jednom místě : Sýrie, Libanon, Turecko, Izrael.
Mnoho jejích členů se přestěhovalo do západní Evropy (V. Británie) nebo do Sev. Ameriky (v USA jsou 2 diecéze a jedna je v Kanadě) a do Austrálie + N. Zélandu.
Silná mnišská tradice přežívá v několika klášterech v jihovýchodním Turecku (v T. žilo v r. 2009 asi 15 - 17 tisíc věřících) a v některých dalších částech Blízkého východu.
Církev čítala v roce 2015 přibližně 500 000 věřících. Patriarchou (syrský patriarcha Antiochie a celého Východu) je od r. 2014 Ignatius Aphrem II. Karim (nar. 1965). Patriarchové sídlili do r. 1034 v Antiochii, v l. 1034-1293 (259 let) v klášteře Barsauma, 1293-1924 (631 let) v klášteře Der ez-Za´faran, 1924-1959 ve městě Homs na severu Sýrie a od r. 1959 sídlí v syrské metropoli Damašku. Autonomní církev v Indii, Malankarská jakobitská syrská pravoslavná církev(v čele je katolikos : od r. 2002 je jím Mor Baselios Thomas I.,nar.1929), kterou přijal Syrský pravoslavný patriarchát do svého lůna, měla v roce 2015 okolo 1,200 000 členů, v r. 2014 měla 10 diecézí a 19 biskupů /viz www.cnewa.org,rubrika-východní církve, poslední aktualizace 27/2/2015.

### Koptská pravoslavná církev
Koptská pravoslavná církev je autonomní křesťanskou církví v Egyptě, části Libye a Súdánu i v některých vzdálenějších afrických oblastech.
Přídavné jméno „koptský“ označuje tu většinovou část egyptské církve, která nepřijala závěry Chalkedonského koncilu, oddělila se od byzantské církve a staví na teologickém odkazu sv. Cyrila Alexandrijského.
Její historický původ je nejasný, ale můžeme ho pravděpodobně hledat ve vzájemném působení mezi gnostiky a velkou církví v Alexandrii.
Sami členové za svého zakladatele považují evangelistu Marka.
Ve 4. století zde byl kladen důraz na ideál mnišství, díky osobě poustevníka Antonína a zakladatele prvního kláštera Pachomia.
V christologických sporech se přikláněli k monofyzitismu.
V čele stojí alexandrijský patriarcha (od roku 450) se sídlem v Káhiře, formálně mu je podřízena i Etiopská ortodoxní církev. Arabská invaze byla zpočátku koptskou pravoslavnou církví pojímána negativně.
Následně po finančních a jiných restrikcích mnoho křesťanů masově přestoupilo na islám.
Koptská církev se stala menšinovou a v některých obdobích byla pronásledována, což však nebránilo jejímu silnému a bohatému kulturnímu rozvoji, především teologickému a liturgickému.
V moderní době, po tažení Napoleona Bonaparteho, byl život koptské církve poznačen několika reformami, které sice zčásti vedly k dialogu s moderní dobou a k méně negativnímu vztahu k islámu, na druhé straně posílily život církve směrem dovnitř.
Rozvíjelo se mnišství, rozšiřovaly se církevní struktury a zakládala se nová teologická studia.
Malá část členů je od roku 1741 v unii s římskokatolickou církví(viz Koptská katolická církev).
K církvi patří několik milionů věřících,( z toho asi 8–9 milionů v Egyptě, tj. asi 10 procent obyv.), další žijí v USA a jinde. V r.1995 byla pův. Arcidiecéze Severní Ameriky rozdělena na: diecéze: 1) Los Angeles a jižní Kalifornie, 2) jih Spojených států (sídlo Dallas), 3) New York a Nová Anglie (sídlo Stony Point, stát New York), 4) kanadská diecéze (sídlo Mississaugua, provincie Ontario). Ostatní oblasti nadále spadají do arcidiecéze Sev. Ameriky (sídlo Cedar Grove, stát New Jersey-její biskup je nadále podřízen přímo kopt. patriarchovi). Celkem je v USA asi 50 náboženských komunit a přes 40 v Kanadě. Další 2 koptské diecéze jsou v Austrálii: A) diecéze Melbourne(včetně N. Zélandu a Fidži), B) diecéze Sydney, v Austrálii je víc než 50 farností. Dále fungují celkem 4 koptské jurisdikce na Brit. ostrovech: 1) diecéze Midlands, 2) diecéze Skotsko, Irsko, severovýchod Anglie a přidruž. oblasti, 3) ostatní oblasti Anglie-pod jurisdikcí kopt. patriarchátu - spravuje je arcibiskup Angaelos. A v r.1994 byla oddělena 4) diecéze pro britské konvertity: Britská pravoslavná církev, v čele je metropolita Serafim Glastonbury, sídlo - Londýn, má 13 farností, v nich slouží 5 kněží a 7jáhnů. /viz www.cnewa.org,rubrika-východní církve, poslední aktualizace 25/2/2015. 

### Etiopská ortodoxní církev
Etiopská pravoslavná církev je patrně nejpočetnější z těchto církví.
Původ je odvozen z legendy o správci financí královny Kandáky, pokřtěného apoštolem Filipem.
Zatímco dějepisec Rufinus z Aquileje referuje o dvou mladých Syřanech, o Frumentiovi a Edessiovi,
kteří byli oblíbeni u panovníka v Aksúmu.
Frumentius odešel do egyptské Alexandrie, kde ho sv. Atanáš vysvětil na aksúmského biskupa.
Díky tomuto faktu byla etiopská církev podřízena alexandrijskému patriarchátu.
Koptská církev s etiopskou zůstaly v úzkém vztahu i v otázce monofyzitské předchalkedonské víry.
Důležité v této náboženské skupině bylo mnišství.
Na přelomu 5.–6. století se do Etiopie přestěhovaly skupiny syrských mnichů, kteří působili jako misionáři a značně přispěli k rozvoji aksúmské kultury.
V následujícím období došlo k úpadku aksúmského království následkem šíření islámu.
Etiopané se proti rozšiřujícímu islámu postavili a tím upevnili charakter křesťanství jako národního náboženství.
Církev znovu nabyla na významu a to zvláště díky dvěma mnišským řádům, které se postaraly o rozšíření křesťanství mezi stále pohanským obyvatelstvem.
Tato církev je jedinou, která dodržuje různé starozákonní zvyky, jako je obřízka a zachovávání některých levitských norem.
Udržuje zvláštní praktiky a neuznává primát římského papeže.
Nejvýznamnější událostí nedávné doby bylo vyhlášení autokefalie etiopské církve v roce 1958, která má od r.1951 vlastního patriarchu.
V roce 1974 etiopská vojenská socialistická vláda sesadila císaře Haila Selassia a došlo k odluce mezi církví a státem.
Předpokládá se, že z přibližně 70 milionů obyvatel je 40–50procent pravoslavných-koptů.
Až do roku 1993 etiopská církev zahrnovala i Eritreu, která současně s vyhlášením politické národní nezávislosti vyhlásila i autokefalii své církve a nechala vysvětit svého prvního biskupa v Alexandrii.

### Arménská apoštolská církev
Arménská apoštolská církev je jinak nazývána jako Arménsko-gregoriánská církev, Arménská pravoslavná církev, nebo Arménská apoštolská svatá církev. Vznik Arménské apoštolské církve je opředen legendou, podle které křesťanství na území Arménie přinesli apoštolové Juda Tadeáš a Bartoloměj.
Ověřené stopy existence křesťanských komunit se zde objevují již od 2. století.
Na začátku 4. století je zde dokázána přítomnost Řehoře Osvětitele (Gregorius, Iluminator), misionáře v Kappadocii.
Tento apoštol arménského království přivedl k víře krále Trdatesa III., neboli Tridatesa III.
Po celé 4. století se na stolci prvního biskupa Arménie Řehoře Osvětitele střídala jeho dynastie.
S tímto církevním postem je úzce spojen titul katholikose.
Pod vládou Arabů církev vzkvétala (7. století), ale později začala upadat pod nadvládou Turků (11. století).
Díky tomuto vývoji vzniklo vedle Arménie království Malá Arménie v hornaté Kilíkii a zde bylo do města Sis přeneseno sídlo patriarchátu.
V kilikíjském období (1080–1441) je patrný bohatý rozvoj bližších vztahů s franckým (tj.latinským) světem, z nich vzešly podněty ke vzniku různých skupin s protichůdnými pozicemi.
V roce 1441 přišla z Velké Arménie žádost o návrat katholikose do původního sídla, ale tato žádost byla zamítnuta.
Z tohoto důvodu vznikla dvě sídla.

### Pravoslavná církev Indie
Pravoslavná církev Indie odvozuje svůj původ z legendy o působení apoštola Tomáše, proto se někdy označují jako „tomášovci“.
Jejich vznik se však připisuje misijní činnosti nestoriánů. Církev fungovala pod jurisdikcí nestoriánského patriarchy až do roku 1599. Portugalci v tomto roce převedli indickou církev pod římskou správu. Tento proces byl vynucený a roku 1653 se vytvořená unie rozpadla.
Vznikly dvě odnože. Jedna zachovávala věrnost Římu (Syrsko-malabarská katolická církev)., druhá vstoupila do svazu (Západo-)syrské pravoslavné církve, ale s velkou mírou samostatnosti. V roce 1958 byl ustanoven nezávislý katholikát s dvanácti metropoliemi v Indii a jednou metropolií v USA.
Pravoslavná církev Indie má kolem 1,5 milionu členů (viz nahoře - Syrská pravoslavná církev a také www.cnewa.org, rubrika východní církve).

### Eritrejská pravoslavná předchalkedonská církev
Eritrejská pravoslavná předchalkedonská církev se ustanovila v roce 1993, jako autokefální církev.
Není spojena s Římem, ani s Konstantinopolí, je autonomní a sama si vládne. Vznikla z alexandrijské církve, proto uznává pravoslavného koptského patriarchu v Alexandrii za čestného primase. Křesťanství v Eritreji stojí u vzniku křesťanství v Etiopii, sv. Frumentius, misionář ze Sýrie vysvěcený na biskupa alexandrijskou církví, obrátil vládce etiopského/habešského království Aksúm na křesťanství.
V roce 1952 se Eritrea spojila s Etiopií ve federaci a nakonec jí byla pohlcena. Nezávislost získala až v roce 1993, nejednalo se o klidné období, ale vypukly boje. Současně s bojem za nezávislost postupoval vývoj uvnitř etiopské církve směrem k založení patriarchátu.
Návrh na osamostatnění byl kladně přijat koptským patriarchou.